# Збишево
Збишево (пол. Zbyszewo, нім. Beschen) — село в Польщі, у гміні Добжинь-над-Віслою Ліпновського повіту Куявсько-Поморського воєводства.
Населення — 224 особи (2011).
У 1975-1998 роках село належало до Влоцлавського воєводства.

## Демографія
Демографічна структура станом на 31 березня 2011 року:
|          | Загалом | Допрацездатний вік | Працездатний вік | Постпрацездатний вік |
| -------- | ------- | ------------------ | ---------------- | -------------------- |
| Чоловіки | 118     | 21                 | 85               | 12                   |
| Жінки    | 106     | 20                 | 61               | 25                   |
| Разом    | 224     | 41                 | 146              | 37                   |